# 安诺斯·萨穆埃尔森
安诺斯·萨穆埃尔森（丹麥語：Anders Samuelsen；1967年8月1日—），是丹麥的的政治家，自2009年接替退黨的奈瑟·卡德出任自由聯盟主席。從2007年起，他就一直是丹麥國民議會的議員；同時他也曾是欧洲议会議員。

## 外部連結
- 官方网站